# Municipio Quillacollo
Das Municipio Quillacollo ist ein Verwaltungsbezirk im Departamento Cochabamba im südamerikanischen Anden-Staat Bolivien.

## Lage im Nahraum
Das Municipio Quillacollo ist eines von fünf Municipios der Provinz Quillacollo. Es grenzt im Nordwesten an die Provinz Ayopaya, im Westen an das Municipio Vinto, im Südwesten an das Municipio Sipe Sipe, im Südosten an die Provinz Cercado, im Osten an das Municipio Colcapirhua und an das Municipio Tiquipaya und im Norden an die Provinz Chapare.
Der zentrale Ort des Municipios ist Quillacollo mit 117.859 Einwohnern im südlichen Teil des Municipios. (Volkszählung 2012)

## Geographie
Das Municipio Quillacollo liegt im Übergangsbereich zwischen der Anden-Gebirgskette der Cordillera Central und dem bolivianischen Tiefland.
Die mittlere Durchschnittstemperatur der Region liegt bei etwa 18 °C (siehe Klimadiagramm Cochabamba) und schwankt nur unwesentlich zwischen 14 °C im Juni/Juli und 20 °C im Oktober/November. Der Jahresniederschlag beträgt nur rund 450 mm, bei einer ausgeprägten Trockenzeit von Mai bis September mit Monatsniederschlägen unter 10 mm, und einer Feuchtezeit von Dezember bis Februar mit 90 bis 120 mm Monatsniederschlag.

## Bevölkerung
Die Einwohnerzahl hat sich zwischen 1992 und 2024 mehr als verdoppelt:
| Jahr | Einwohner | Quelle       |
| ---- | --------- | ------------ |
| 1992 | 69.027    | Volkszählung |
| 2001 | 104.206   | Volkszählung |
| 2012 | 137.029   | Volkszählung |
| 2024 | 165.830   | Volkszählung |

Die Bevölkerungsdichte des Municipio bei der letzten Volkszählung von 2024 betrug 292 Einwohner/km², der Anteil der städtischen Bevölkerung ist 95,2 Prozent. Die Lebenserwartung der Neugeborenen lag im Jahr 2001 bei 65,6 Jahren.
Der Alphabetisierungsgrad bei den über 19-Jährigen beträgt 90,1 Prozent, und zwar 96,4 Prozent bei Männern und 84,5 Prozent bei Frauen (2001).

## Politik
Ergebnis der Regionalwahlen (concejales del municipio) vom 4. April 2010:
| Wahl- berechtigte |  | Wahl- beteiligung | gültige Stimmen |  | MAS-IPSP | UNE    | FPV    | FIN   | MSM   | ASI   | MNR   |
| ----------------- |  | ----------------- | --------------- |  | -------- | ------ | ------ | ----- | ----- | ----- | ----- |
| 76.910            |  | 67.065            | 51.743          |  | 19.005   | 18.984 | 6.088  | 2.801 | 2.202 | 1.359 | 1.304 |
|                   |  | 87,2 %            | 77,2 %          |  | 36,7 %   | 36,7 % | 11,8 % | 5,4 % | 4,3 % | 2,6 % | 2,5 % |

Ergebnis der Regionalwahlen (elecciones de autoridades políticas) vom 7. März 2021:
| Wahl- berechtigte |  | Wahl- beteiligung | gültige Stimmen |  | MAS-IPSP | SÚMATE  | UNIDOS.CBBA | MTS    | C-A    | SOMOS  | PDC    |
| ----------------- |  | ----------------- | --------------- |  | -------- | ------- | ----------- | ------ | ------ | ------ | ------ |
| 119.061           |  | 101.706           | 91.314          |  | 46.756   | 24.122  | 7.881       | 4.958  | 2.827  | 2.570  | 1.231  |
|                   |  | 85,42 %           | 89,78 %         |  | 51,20 %  | 26,42 % | 8,63 %      | 5,43 % | 3,10 % | 2,81 % | 1,35 % |

## Gliederung
Das Municipio Quillacollo untergliederte sich bei der letzten Volkszählung von 2012 in die folgenden drei Kantone (cantones):
- 03-0901-01 Kanton Quillacollo – 55 Ortschaften – 129.625 Einwohner (2001: 99.276 Einwohner)
- 03-0901-02 Kanton El Paso – 4 Ortschaften – 7.155 Einwohner (2001: 4.930 Einwohner)
- 03-0901-03 Kanton San Miguel – 4 Ortschaften – 249 Einwohner

## Ortschaften im Municipio Quillacollo
- Kanton Quillacollo
  - Quillacollo 117.859 Einw. – Pandoja 6611 Einw. – Cotapachi 774 Einw. – San Miguel 249 Einw. – Sunjani 236 Einw. – Tambo 170 Einw. – Putucuni 36 Einw. – Peñas 13 Einw.

- Kanton El Paso
  - El Paso 5964 Einw. – Apote (El Paso) 520 Einw. – Apote (Pasomayu) 499 Einw.